# Скальноочиток Форстера
Скальноочиток Форстера (лат. Petrosedum forsterianum) — вид цветковых растений семейства толстянковых. Вечнозелёный скальноочиток, образующий растительные ковры; произрастает в северо-западной и юго-западной Европе и северной Африке. Его можно выращивать как декоративное растение или для употребления в пищу.

## Распространение
Естественный ареал Скальноочитка Форстера охватывает Англию, Уэльс, Ирландию, Францию, Германию, Испанию и Португалию (включая Азорские острова), а также Марокко. Он произрастает в скалистых местообитаниях, образуя плотные, низкорослые растительные ковры. Вид часто встречается на затенённых границах полян. Распространён в тени кустарников, которые изначально служат в качестве растений-нянь, а затем обеспечивают частичную тень и для взрослых растений.

## Таксономия
Petrosedum forsterianum изначально был описан как Sedum forsterianum и ранее считался подвидом Petrosedum rupestre. P. rupestre и P. forsterianum до сих пор часто путают. Видовой эпитет дан в честь Эдварда Форстера Младшего.
Со временем для описания различных форм Petrosedum forsterianum стали использоваться разные названия, но Хенк 'т Харт (1978) заметил, что эти формы существуют вдоль непрерывного градиента, а не как чётко определённые категории. Луи-Поль Эбер зафиксировал, что все октоплоидные типы встречаются к северу от Пиренеев. Естественный гибрид Petrosedum sediforme и P. forsterianum был обнаружен в Португалии и описан в 2015 году как Petrosedum × estrelae.

## Описание
Скальноочиток Форстера имеет два типа побегов: стелющиеся, нецветущие, которые укореняются по мере распространения, и прямостоящие, цветущие. Нецветущие побеги имеют плотно упакованные, чешуевидные листья, собранные на кончиках, что придаёт им вид конуса. Эти листья имеют линейную форму, слегка округлые или несколько приплюснутые, с небольшим шпорцем у основания. Они обычно зелёные или голубовато-зелёные, размером 10—15 мм, и остаются на растении даже после отмирания, со временем становясь коричневыми. Британский подвид отличается компактным и медленнорастущим, а не ползучим обликом, тогда как североафриканские растения имеют отчётливо голубовато-фиолетовую листву Вид вечнозелёный..
Во время цветения цветущие стебли скальноочитка стоят вертикально, достигая 10—40 см. Цветки расположены в ветвящихся соцветиях (щитках), при этом каждая ветвь изгибается вниз в бутоне, прежде чем выпрямиться по мере раскрытия. Цветки обычно имеют от пяти до семи, иногда до девяти, ярко-желтых лепестков, которые расходятся наружу. Чашелистики, небольшие листовидные структуры у основания цветка, треугольные с заострённым кончиком и вырастают до 3 мм в длину. Тычинки, которые производят пыльцу, также жёлтые. Пик сезона цветения приходится на начало лета. Растение производит вертикальные семенные коробочки бледно-коричневого цвета с отчётливыми гребнями.
Petrosedum forsterianum имеет изменчивое число хромосом (2n = 24, 48, 60, 72 или 96). Может образовываться кристатная форма, но она встречается гораздо реже, чем у P. rupestre.

## Использование
Скальноочиток Форстера съедобен. Его можно добавлять в салаты и супы. Его также можно использовать для озеленения крыш. Растение хорошо адаптируется к различным почвам, если обеспечен хороший дренаж, лучше всего себя чувствует в сухих и умеренно влажных условиях с большим количеством солнечного света. Вид может переносить полутень и выдерживает как жару, так и влажность. Он предпочитает песчаную или гравийную почву с минимальным плодородием. Со временем он естественным образом разрастется в саду.
За исключением британских и диплоидных североафриканских подвидов, этот вид распространяется слишком агрессивно для типичного каменистого сада. Он хорошо работает как почвопокровное растение, особенно находясь в контейнерах, например, в горшках. Хотя он легко размножается самосевом в других условиях, размножение возможно контролировать. Британский подвид менее агрессивен, но также даёт меньше цветов и имеет менее яркую окраску. В жаркое сухое лето с интенсивным солнечным светом P. forsterianum часто увядает и может распадаться. Если это происходит, его плотно сгруппированные розетки могут восстановиться после возвращения влаги. Хотя вид полностью вынослив в умеренном климате, он предпочитает более тенистые и влажные условия, чем его близкие родственники. Вредители и болезни обычно не поражают его, но слизни, улитки и щитовки могут атаковать растение.